# 恩耶冰川
67°28′S 67°31′W / 67.467°S 67.517°W
恩耶冰川是南極洲的冰川，位於葛拉漢地的阿羅史密斯半島，最終注入韋斯特林灣，該冰川根據美國地質調查局的測量和美國海軍的空中照片被繪入地圖。